# گورنگه کرایینتسه
گورنگه کرایینتسه (به صربی: Gornje Krajince) یک منطقهٔ مسکونی در صربستان است که در لسکواس واقع شده‌است. گورنگه کرایینتسه ۷۸۶ نفر جمعیت دارد.